# جو روی
جو روی (انگلیسی: Ju Rui؛ زادهٔ ۴ فوریهٔ ۱۹۹۳) قایقران روئینگ زن اهل چین است.